# Carlos Real Félix
Carlos Real Félix (Tamazula, Durango, 17 de noviembre de 1892-27 de enero de 1982), también conocido como Félix Carlos Real, fue un militar y político mexicano que participó en la Revolución mexicana. Asimismo, se desempeñó como gobernador de Durango de 1932 a 1935 y como el gerente general de la Lotería Nacional de 1946 a 1958 durante las presidencias de Miguel Alemán Valdés y Adolfo Ruiz Cortines. 

## Biografía
Carlos Real Félix fue un militar mexicano que participó en la Revolución mexicana. Se unió desde sus inicios a la causa constitucionalista. En 1932 alcanzó el grado de general de brigada. Fue elegido gobernador de Durango para el periodo de 1932 a 1936, pero fue destituido en 1935 por cuestiones políticas. Durante su administración se abrieron carreteras a Mazatlán y Torreón y se mejoró la de Durango a Canatlán. 
En 1946 fue nombrado gerente general de la Lotería Nacional para la Asistencia Pública por el presidente Miguel Alemán, cargo que ocupó hasta 1958 al ser ratificado por el presidente Adolfo Ruíz Cortines. En 1958 fue elegido senador por Durango y formó parte de la Comisión Permanente de esa cámara.
Contrajo matrimonio con Juana Encinas Peñúñuri en Tucson, Arizona y de esa unión nacieron tres hijos: Carlos Real Encinas, Francisco Real Encinas y Roberto Real Encinas.